# 豊漁
『豊漁』（ほうりょう）は、2008年に北電子が発売したパチスロ5号機。保通協における型式名は「ホウリョウ7」。

## 概要
同社が発売した完全告知マシン『大漁2』の後継機であり、リール左下の灯台ランプが光ればボーナス確定となる点は同じだが、本機は液晶画面を搭載した非完全告知マシンである。なお、通常時は3枚掛け専用。
ボーナス当選は、単独当選の他に特殊リプレイ（タイ絵柄）との重複当選がある。特殊リプレイが成立すると、最大4ゲームの演出RT「豊漁チャンス」に突入し、ボーナスと重複当選していればRT終了後に灯台ランプと共に液晶画面でも告知される。なお、灯台ランプ点灯後ボーナス絵柄を揃えるまでの間にリプレイが成立すれば、ランプが青く変化しリプレイ成立を告知する。ランプが青く光っている間はリプレイを優先して引き込むため、ボーナス絵柄を揃えることは出来ない。
ボーナスの獲得枚数は、BIGボーナスで純増最大312枚（345枚を超える払出しで終了）、REGボーナス（CT）で純増最大104枚（105枚を超える払出しで終了）となっている。ボーナスゲーム中は2枚掛けとなる。BIGボーナス中のBGMは鳥羽一郎が唄う演歌『男の港』であるが、ボーナス終了後1ゲーム目でのBIGボーナス成立時は「大漁2」のBIGサウンドに変化する。

## ボーナス確率
- BIGボーナス：7-7-7揃い（純増MAX312枚）
- REGボーナス：7-BAR-7揃い（純増MAX104枚）

| 設定 | BIG確率  | REG確率  | 合成確率 | 機械割  |
| ---- | -------- | -------- | -------- | ------- |
| 1    | 1/292.57 | 1/512.00 | 1/186    | 96.54%  |
| 2    | 1/282.48 | 1/512.00 | 1/182    | 97.76%  |
| 3    | 1/273.07 | 1/431.16 | 1/167    | 99.97%  |
| 4    | 1/264.26 | 1/372.36 | 1/155    | 102.13% |
| 5    | 1/256.00 | 1/341.33 | 1/146    | 104.06% |
| 6    | 1/248.24 | 1/327.68 | 1/141    | 107.30% |

※メーカー発表値